# All Japan Road Race Championship
L'All Japan Road Race Championship (全日本ロードレース選手権 Zen Nihon Rōdorēsu Senshuken) és el principal campionat de motociclisme de velocitat que se celebra al Japó. La Motorcycle Federation of Japan (MFJ) (日本モーターサイクルスポーツ協会), filial japonesa de la FIM, va ser fundada el 1961 i no va organitzar la seva primera cursa oficial fins al 1967, any en què instaurà el campionat.

## Història
El 1967, les classes que conformaven el campionat eren cinc: 50cc, 90cc, 125cc, 250cc i Superiors a 250cc. Actualment, la classe principal del campionat és la Superbike, la qual, introduïda el 1994, va substituir l'anterior de 500cc, que al seu torn havia substituït la de Superiors a 250cc. La primera edició d'aquesta nova categoria la va guanyar Wataru Yoshikawa amb Yamaha. També cal destacar que abans de l'arribada de la categoria Superbike, a partir de 1982 i durant uns deu anys. el campionat havia organitzat curses reservades a les motos de Fórmula TT (classes Fórmula 1 i Fórmula 3).
A Superbike sempre hi ha hagut guanyadors japonesos, a diferència del que va passar a la categoria de 500cc on els australians Peter Goddard i Daryl Beattie en van guanyar algun títol al tombant de la dècada del 1980. A partir de 2003, la classe Superbike va canviar el nom a "JSB1000" i pilots de renom com ara Hitoyasu Izutsu, Shinichi Itoh, Katsuyuki Nakasuga i Kosuke Akiyoshi en van guanyar diversos campionats.
El 2009 es van celebrar les darreres temporades de les classes de dos temps (125cc i 250cc), les quals van ser substituïdes el 2010 per les noves classes "J-GP2" (per a motocicletes amb motors de quatre temps de fins a 600 cc derivades de la sèrie) i "J-GP3" (motors de quatre temps de fins a 250 cc prototip, també coneguts com a Moto3).

## Llista de campions
Fonts:
A 31 de desembre de 2024
| Any  | 50cc                      | 90cc                       | 125cc                       | 250cc                        | +250cc                        |
| ---- | ------------------------- | -------------------------- | --------------------------- | ---------------------------- | ----------------------------- |
| 1967 | Mitsuo Ito                | Yasunori Shigeno           | Tsunehiro Masuda            | Keiji Yano                   | Takashi Matsunaga             |
| 1968 |                           | Yoshiaki Kamiya            | Tadao Baba                  | Masahiro Wada                | Takashi Matsunaga             |
| 1969 |                           | Yutaka Oda                 | Morio Sumiya                | Hideo Kanaya                 | Morio Sumiya                  |
| 1970 |                           | Eiji Kondoh                | Yutaka Oda                  | Toshio Ohwaki                | Hiroyuki Kawasaki             |
| 1971 |                           | Hideo Kanaya               | Izumi Sugimoto              | Toshio Ohwaki                | Hideo Kanaya                  |
| 1972 |                           |                            | Yutaka Oda                  |                              | Yutaka Oda                    |
|      | 125cc                     | 250cc                      | 350cc                       | 500cc                        | 750cc                         |
| 1973 | Shinji Sumiya             |                            |                             |                              | Ken Nemoto                    |
| 1974 | Tatsumi Aoki              |                            |                             |                              | Ikujiro Takaï                 |
| 1975 | Tadashi Ezaki             |                            |                             |                              | Tadao Asami                   |
| 1976 |                           | Yoshikazu Mouri            | Junzoh Satoh                |                              | Ikujiro Takaï                 |
| 1977 | Hiroyuki Iida             |                            | Osamu Suzuki                |                              | Yoshikazu Mouri               |
| 1978 | Koji Ueda                 | Koji Ueda                  | Iwao Ishikawa               |                              | Shinichi Ueno                 |
| 1979 | Mitsuo Saitoh             |                            | Keiji Kinoshita             |                              | Masaru Mizutani               |
| 1980 | Noriaki Ichinose          |                            | Tadahiko Taira              |                              | Osamu Suzuki                  |
| 1981 | Noriaki Ichinose          |                            | Yasuaki Fujimoto            | Keiji Kinoshita              |                               |
|      | 125cc                     | 250cc                      | 500cc                       | TT-F1                        | TT-F3                         |
| 1982 | Noriaki Ichinose          | Teruo Fukuda               | Masaru Mizutani             |                              |                               |
| 1983 | Jiroh Kuriya (Honda)      | Mitsuo Saito (Yamaha)      | Tadahiko Taira (Yamaha)     |                              |                               |
| 1984 | Jiroh Kuriya (Honda)      | Masaru Kobayashi (Honda)   | Tadahiko Taira (Yamaha)     | Shunji Yatusushiro (Honda)   | Tadashi Ezaki (Yamaha)        |
| 1985 | Hisashi Unemoto (Honda)   | Masaru Kobayashi (Honda)   | Tadahiko Taira (Yamaha)     | Satoshi Tsujimoto (Suzuki)   | Yoichi Yamamoto (Honda)       |
| 1986 | Ken'ishi Yoshida (Honda)  | Shinji Katayama (Yamaha)   | Keiji Kinoshita (Honda)     | Satoshi Tsujimoto (Suzuki)   | Yoichi Yamamoto               |
| 1987 | Hisashi Unemoto (Honda)   | Masahiro Shimizu (Honda)   | Norihiko Fujiwara (Yamaha)  | Yukiya Oshima (Suzuki)       | Masumitsu Taguchi             |
| 1988 | Masayuki Hirose (Honda)   | Toshihiko Honma (Yamaha)   | Norihiko Fujiwara (Yamaha)  | Shoji Miyazaki (Honda)       | Toshinobu Shiomori (Yamaha)   |
| 1989 | Fuyuki Yamazaki (Honda)   | Tadayuki Okada (Honda)     | Norihiko Fujiwara (Yamaha)  | Doug Polen (Suzuki)          | Doug Polen (Suzuki)           |
| 1990 | Kazuto Sakata (Honda)     | Tadayuki Okada (Honda)     | Shin'ichi Ito (Honda)       | Ken'ichiro Iwahashi (Honda)  | Ryuji Tsuruta (Kawasaki)      |
| 1991 | Masafumi Ono (Honda)      | Tadayuki Okada (Honda)     | Peter Goddard (Yamaha)      | Shoji Miyazaki (Honda)       | Katsuyoshi Takahashi (Yamaha) |
| 1992 | Akira Saito (Honda)       | Tetsuya Harada (Yamaha)    | Daryl Beattie (Honda)       | Shoichi Tsukamoto (Kawasaki) |                               |
| 1993 | Yoshiaki Kato (Yamaha)    | Toru Ukawa (Honda)         | Norifumi Abe (Honda)        | Keiichi Kitagawa (Kawasaki)  |                               |
|      | 125cc                     | 250cc                      | Superbike                   | S-NK                         | Superstock 600                |
| 1994 | Ken Miyasaka (Honda)      | Toru Ukawa (Honda)         | Wataru Yoshikawa (Yamaha)   |                              |                               |
| 1995 | Yoichi Ui (Yamaha)        | Noriyasu Numata (Suzuki)   | Takuma Aoki (Honda)         |                              |                               |
| 1996 | Masao Azuma (Honda)       | Noriyasu Numata (Suzuki)   | Takuma Aoki (Honda)         |                              |                               |
| 1997 | Takashi Akita (Yamaha)    | Daijiro Kato (Honda)       | Noriyuki Haga (Yamaha)      |                              |                               |
| 1998 | Hideyuki Nakajo (Honda)   | Shin'ya Nakano (Yamaha)    | Shin'ichi Ito (Honda)       |                              |                               |
| 1999 | Hideyuki Nakajo (Honda)   | Naoki Matsudo (Yamaha)     | Wataru Yoshikawa (Yamaha)   | Manabu Kamada (Suzuki)       |                               |
| 2000 | Tomoyoshi Koyama (Yamaha) | Shin'ichi Nakatomi (Honda) | Hitoyasu Izutsu (Kawasaki)  | Ryuji Tsuruta (Kawasaki)     |                               |
| 2001 | Hideyuki Nakajo (Honda)   | Taro Sekiguchi (Yamaha)    | Akira Ryo (Suzuki)          | Keiichi Kitagawa (Suzuki)    | Yuichi Takeda (Honda)         |
|      | 125cc                     | 250cc                      | Superbike                   | JSB/S-NK                     | Superstock 600                |
| 2002 | Hideyuki Nakajo (Honda)   | Tekkyu Kayo (Yamaha)       | Atsushi Watanabe (Suzuki)   | Tatsuya Yamaguchi (Honda)    | Ryuichi Kiyonari (Honda)      |
|      | 125cc                     | 250cc                      | JSB1000                     | GP-Mono                      | Superstock 600                |
| 2003 | Shuhei Aoyama (Honda)     | Hiroshi Aoyama (Honda)     | Keiichi Kitagawa (Suzuki)   |                              | Yoshiteru Konishi (Honda)     |
| 2004 | Hideyuki Nakajo (Honda)   | Yuki Takahashi (Honda)     | Hitoyasu Izutsu (Honda)     |                              | Takeshi Tsujimura (Honda)     |
| 2005 | Hiroyuki Kikuchi (Honda)  | Shuhei Aoyama (Honda)      | Shin'ichi Ito (Honda)       |                              | Takashi Yasuda (Honda)        |
| 2006 | Takaaki Nakagami (Honda)  | Ryuji Yokoe (Yamaha)       | Shin'ichi Ito (Honda)       | Yu Yamashita (Yamaha)        | Takashi Yasuda (Honda)        |
| 2007 | Hiroomi Iwata (Honda)     | Yoichi Ui (Yamaha)         | Atsushi Watanabe (Suzuki)   | Takayoshi Mori (Honda)       | Yoshiteru Konishi (Honda)     |
| 2008 | Hiroyuki Kikuchi (Honda)  | Takumi Takahashi (Honda)   | Katsuyuki Nakasuga (Yamaha) | Yasutomo Nomura (Honda)      | Yoshiteru Konishi (Honda)     |
| 2009 | Hiroyuki Kikuchi (Honda)  | Yoichi Ui (Yamaha)         | Katsuyuki Nakasuga (Yamaha) | Kazuki Hanafusa (Yamaha)     | Yusuke Teshima (Honda)        |
|      | J-GP3                     | J-GP2                      | JSB1000                     | GP-Mono                      | Superstock 600                |
| 2010 | Hikari Okubo (Honda)      | Yoshiteru Konishi (Honda)  | Kosuke Akiyoshi (Honda)     | Kenta Fujii (Honda)          | Tatsuya Yamaguchi (Honda)     |
| 2011 | Kenta Fujii (Honda)       | Takaaki Nakagami (Honda)   | Kosuke Akiyoshi (Honda)     | Tetsuta Nagashima (Honda)    | Tatsuya Yamaguchi (Honda)     |
| 2012 | Masaki Tokudome (Honda)   | Kazuki Watanabe (Kawasaki) | Katsuyuki Nakasuga (Yamaha) |                              | Decha Kraisart (Yamaha)       |
| 2013 | Sena Yamada (Honda)       | Kota Nozane (Yamaha)       | Katsuyuki Nakasuga (Yamaha) |                              | Kazuma Watanabe (Honda)       |
| 2014 | Sena Yamada (Honda)       | Yuki Takahashi (Moriwaki)  | Katsuyuki Nakasuga (Yamaha) |                              | Ryuta Kobayashi (Honda)       |
| 2015 | Ryo Mizuno (Honda)        | Yuki Takahashi (Moriwaki)  | Katsuyuki Nakasuga (Yamaha) |                              | Ryuji Yokoe (Yamaha)          |
| 2016 | Masaki Tokudome (Honda)   | Naomichi Uramoto (Suzuki)  | Katsuyuki Nakasuga (Yamaha) |                              | Ikuhiro Enokido (Honda)       |
| 2017 | Yuta Date (Honda)         | Ryo Mizuno (HP6q)          | Takumi Takahashi (Honda)    |                              | Keisuke Maeda (Yamaha)        |
| 2018 | Genki Nakajima (Honda)    | Ryosuke Iwato (Moriwaki)   | Katsuyuki Nakasuga (Yamaha) |                              | Yuki Okamoto (Yamaha)         |
| 2019 | Sho Hasegawa (Honda)      | Teppei Nagoe (HARC-PRO)    | Katsuyuki Nakasuga (Yamaha) |                              | Tomoyoshi Koyama (Honda)      |
|      | J-GP3                     | J-GP2                      | JSB1000                     | Superstock 1000              | Superstock 600                |
| 2020 | Takeru Murase (Honda)     |                            | Kohta Nozane (Yamaha)       | Yuki Takahashi (Honda)       | Yuki Okamoto (Yamaha)         |
| 2021 | Hiroki Ono (Honda)        |                            | Katsuyuki Nakasuga (Yamaha) | Kazuma Watanabe (Honda)      | Haruki Noguchi (Honda)        |
| 2022 | Hiroki Ono (Honda)        |                            | Katsuyuki Nakasuga (Yamaha) | Kazuma Watanabe (Honda)      | Kota Arakawa (Honda)          |
| 2023 | Hiroki Ono (Honda)        |                            | Katsuyuki Nakasuga (Yamaha) | Kazuma Watanabe (Honda)      | Keito Abe (Yamaha)            |
| 2024 | Hiroki Ono (Honda)        |                            | Hiroki Okamoto (Yamaha)     | Yuki Kunii (Honda)           | Keito Abe (Yamaha)            |